# Schloss Brunn (Bad Fischau-Brunn)
Das Schloss Brunn steht im Ortsteil Brunn an der Schneebergbahn der Marktgemeinde Bad Fischau-Brunn am Schlossplatz 1.
Das Schloss als dreiflügelige zweigeschoßige Anlage mit markantem Rundturm ist eine ehemalige Wasserburg aus dem 14. Jahrhundert, welche im Besitz der Teuffenbach stand und im 15. Jahrhundert ein Lehen der Herzöge der Steiermark wurde. Im 16. und 17. Jahrhundert der Familie Rappach gehörig, im 18. Jahrhundert den Grafen Palm und der Familie Eissner von und zu Eisenstein.
Nach einem Brand wurde das Schloss in den Jahren 1708 bis 1711 von Fürst Paul I. Esterházy neu aufgebaut und anstatt des Wassergrabens ein Garten angelegt. Teile einer Rosskastanienallee sind erhalten. Die Inneneinrichtung ist 1945 verbrannt.